# 黒田吉之
黒田 吉之（くろだ よしゆき）は、江戸時代前期から中期にかけての筑前国福岡藩の世子。左京。

## 略歴
天和2年（1682年）6月、4代藩主・黒田綱政の長男として江戸で誕生。母は立花忠茂の娘（立花鑑虎の養女）。初名は政之（）。
元禄4年（1691年）2月15日、10歳のとき、将軍・徳川綱吉に御目見得する。同9年（1696年）11月26日、元服し、松平姓と綱吉の偏諱を与えられ、吉之に改名した。また、従四位下大隅守に叙任した。
元禄12年（1699年）7月、大和国郡山藩藩主・本多忠常の養女（三河国挙母藩藩主・本多忠利の娘）と婚約、宝永2年（1705年）9月、結婚した。
同年2月、初めて福岡に入り、同年4月には、父とともに長崎に赴いた。
宝永7年（1710年）7月3日、父・綱政に先立って死去した。29歳。法号は範雄道洪乾光院。祥雲寺に葬られた。
代わって、弟・守山政則（宣政）が嫡子となった。
遺物として、書と、正室本多氏の娘との婚礼調度一部が今日まで伝わり（黒田資料）、福岡市美術館に所蔵されている。また、広尾祥雲寺にある吉之の墓標は、藩祖の黒田長政に次いで巨大である。

## 系譜
- 正室：冨姫（本光院） - 本多忠常養女、本多忠利娘
  - 長女：奈安
  - 次女：幸（圭光院） - 黒田宣政養女、黒田継高正室